# Suita
Suita (吹田市?) è una città giapponese della prefettura di Ōsaka.

## Cultura

### Istruzione
- Università del Kansai
- Università di Osaka

### Sport
- Osaka Expo '70 Stadium